# سیارک ۵۹۷۵
سیارک ۵۹۷۵ (به انگلیسی: 5975 Otakemayumi، نامگذاری:1992SG) پنج هزار و نهصد و هفتاد و پنجمین سیارک کشف شده‌است که در ۲۱ سپتامبر ۱۹۹۲ کشف شد.
قدر مطلق سیارک برابر ۱۲٫۸۰ است.